# Hermandad de Ntra. Señora de Gracia y Jesús Resucitado de Ocaña (Toledo)

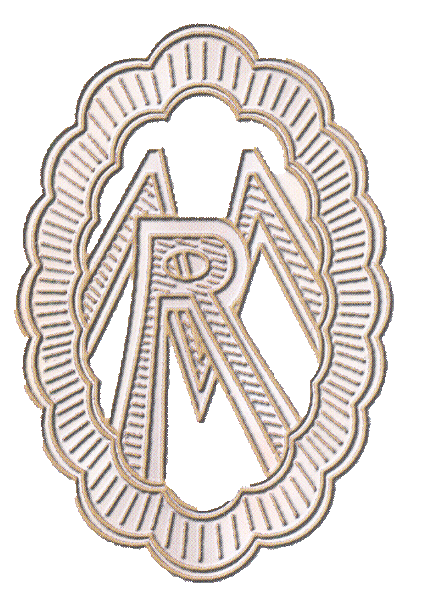
Emblema Está formado por una M de María y una R de Resurrección entrelazadas en su parte central, todo ello dentro de óvalo y caladas las letras.

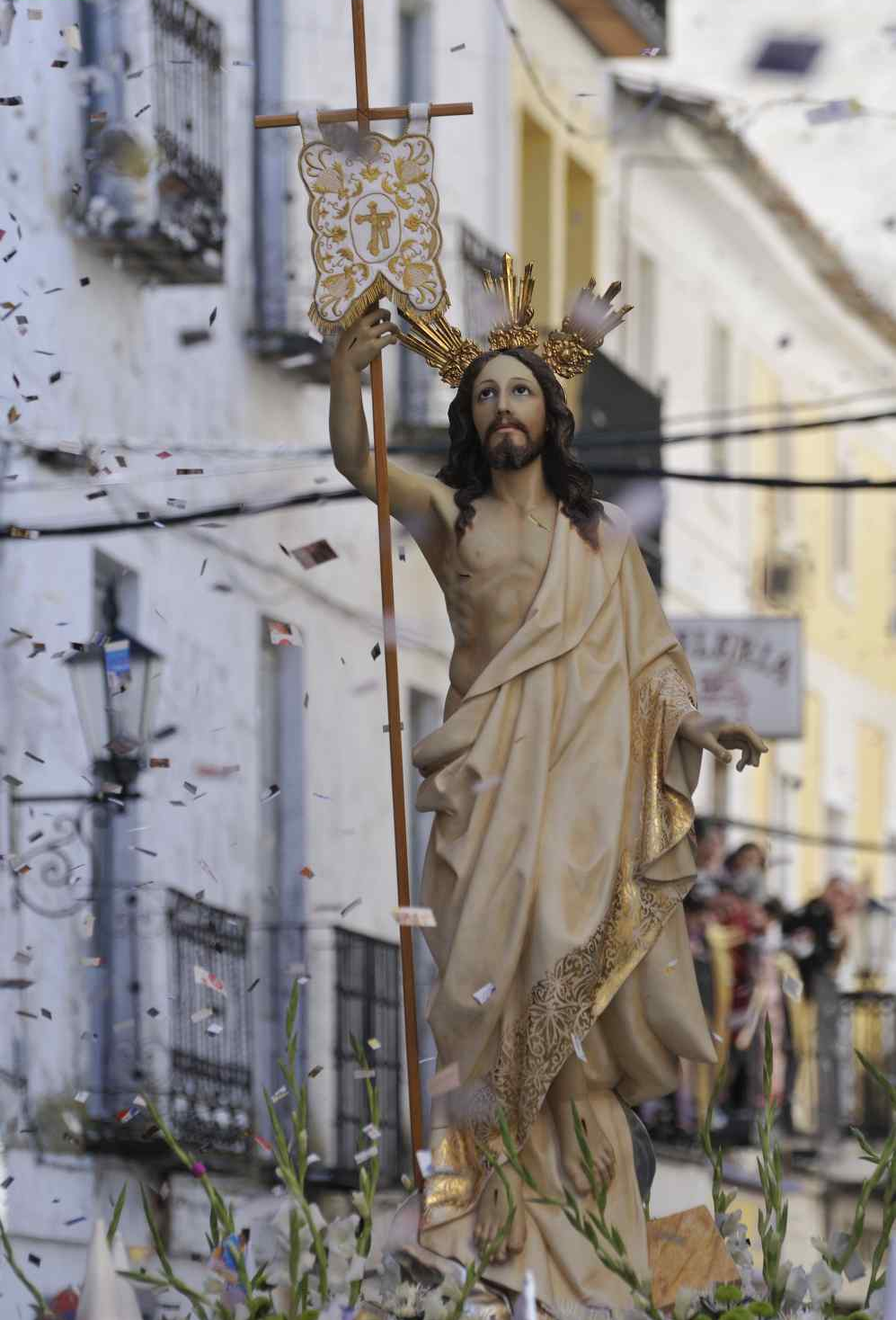
Jesús Resucitado.

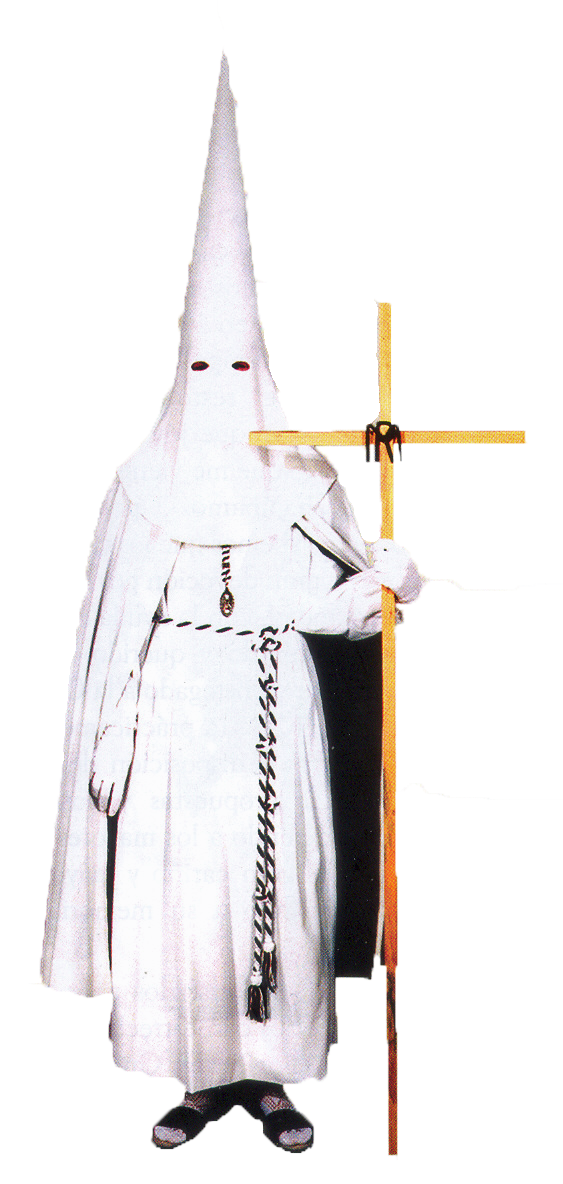
Hábito de la Hermandad de Ntra. Señora de Gracia y Jesús Resucitado.

Nuestra Señora de Gracia es despojada de su manto negro en presencia de su Hijo Resucitado, y no podía tener mejor marco que el de nuestra Plaza Mayor. Las hermanas de esta Hermandad al igual que la Santísima Virgen dan la vuelta a sus capas quedando todas vestidas de blanco, tras lo cual da lugar este particular desfile procesional, en el que grandes y chicos lanzan al paso de las imágenes las tradicionales "aleluyas" como celebración de la gran alegría por la Resurrección de Nuestro Señor Jesús.

## Fundación Histórica
Fundada en 1832 como Hermandad de la Resurrección del Señor de la Parroquia de San Pedro. En 1842 aparecen los primeros documentos sobre la constitución de la Hermandad de Nuestra Señora de Gracia de la misma Parroquia. A mediados del siglo XIX, se encuentra la constitución más actual de la Hermandad debido a la unión de las parroquias de San Pedro y Santa María de la Asunción.

## Rehabilitación
Tras la Guerra Civil, la cual había ocasionado la desaparición de la Hermandad del Resucitado, un grupo de hermanas reconstituye la Hermandad de Nuestra Señora de Gracia y Jesús Resucitado en 1977, procesionando el Domingo de Resurrección de ese mismo año.

## Reseña histórica
En la Parroquia de San Pedro y bajo el amparo de la Hermandad de la Resurrección del Señor (legalizada por el Rey Regente en 1842) se constituye la Hermandad de Nuestra Señora de Gracia. Desde su fundación es característica propia de la Hermandad el número mayoritario de hermanas.  Cabe destacar la evidencia de que esta Hermandad ya existía antes de la Guerra de la Independencia, debido a la afirmación "restablecida nuevamente" que se pudieron encontrar en las Ordenanzas de la Hermandad de la Resurrección del Señor. Debido a que la Parroquia de San Pedro se encontraba en ruinas, se procedió a la unión con la Parroquia de Santa María de la Asunción y, es aquí, donde cambia su sede canónica.
Debido a la Guerra Civil, se pierden sus imágenes y todos sus enseres y no es hasta 1946 cuando se adquiere la nueva imagen de Jesús Resucitado, donada por una familia de la villa. La nueva imagen de Nuestra Señora de Gracia no llegaría a Ocaña hasta 1947, un año más tarde. La talla fue confeccionada por el escultor Santiago Lara. La corona de Nuestra Señora de Gracia fue donación de las Madres Dominicas de Santa Catalina de Sena. Después de la contienda civil eran pocos los hermanos que pertenecían a esta Hermandad y Nuestra Señora de Gracia aún eran portada por hombres. A la vez que transcurrían estos hechos, la Hermandad de Jesús Resucitado desaparece. En 1976, la desaparición de la Hermandad del Resucitado, la falta de hermanos en su propia hermandad y el miedo a no poder salir en procesión, lleva a las hermanas de Nuestra Señora de Gracia a tomar la iniciativa de que el Domingo de Resurrección fuesen ellas las que portasen ambos pasos (Nuestra Señora de Gracia y Jesús Resucitado). El 9 de octubre de 1976, teniendo constancia de la desaparición de la Hermandad de Jesús Resucitado, constituyen la actual Hermandad de Nuestra Señora de Gracia y Jesús Resucitado, procesionando por primera vez como tal, el Domingo de Resurrección del año 1977.

## Sede Canónica
Iglesia Parroquial de Santa María de la Asunción.

## Número de Componentes
400 hermanas.

## Hábito
Túnica de villela blanca y capuz del mismo color. Capa reversible (negra y blanca), cíngulo trenzado blanco y negro, igual que el que portan al cuello. Sandalias negras y calcetines y guantes blancos.

## Sitios de interés
Plaza Mayor. Nuestra Señora de Gracia y Jesús Resucitado entran en dicho lugar por diferentes arcos. El momento en el que se encuentran cara a cara ambos pasos se conoce popularmente como El Encuentro. Es en este lugar donde las hermanas quitan la capa negra enlutada a Nuestra Señora de Gracia, mostrando sus galas tras haber visto físicamente a su Hijo Jesús Resucitado. Es un momento lleno de júbilo en el cual empieza a sonar la sirena del Ayuntamiento y desde los balcones de la Plaza Mayor se lanzan miles de recortes de revistas y periódicos popularmente conocidos como "aleluyas" a la vez que suenan los acordes del Himno Nacional.

## Actividades
La Fiesta Mayor de la Hermandad se celebra el 9 de junio, día de Nuestra Señora de Gracia.

## Curiosidades
- Al iniciarse la procesión, las hermanas visten capa negra, la cual se cambian a blanco en la Plaza Mayor cuando tiene lugar "El Encuentro" hasta finalizar la procesión. El antiguo cíngulo que vestían las hermanas era plateado hasta que en 1995 fue sustituido por el actual (blanco y negro entrelazados), al igual que se sustituyeron los zapatos blancos por sandalias negras.
- La Real, Pontificia, Antiquísima, Ilustre y Penitencial Cofradía del Señor Atado a la Columna y de Ntra. Señora de la Fraternidad en el Mayor Dolor de Zaragoza, procesionó el Domingo de Resurrección de 1997 por las calles de Ocaña con una estruendosa tamborada.
- En el año 2002 se celebró el 25 Aniversario de la rehabilitación de la Hermandad de Nuestra Señora de Gracia y Jesús Resucitado.